# Antoni Kenar

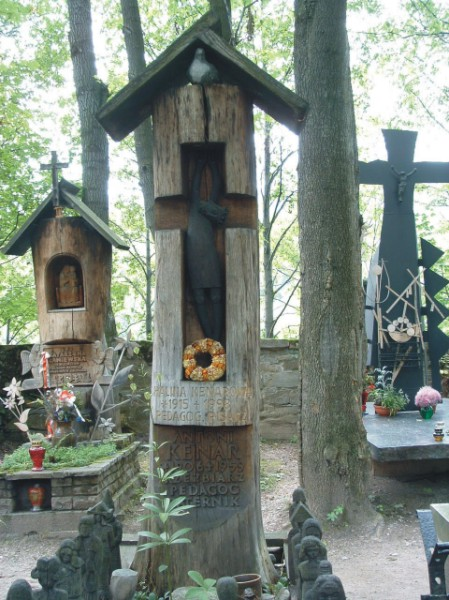
Grabmal in Zakopane

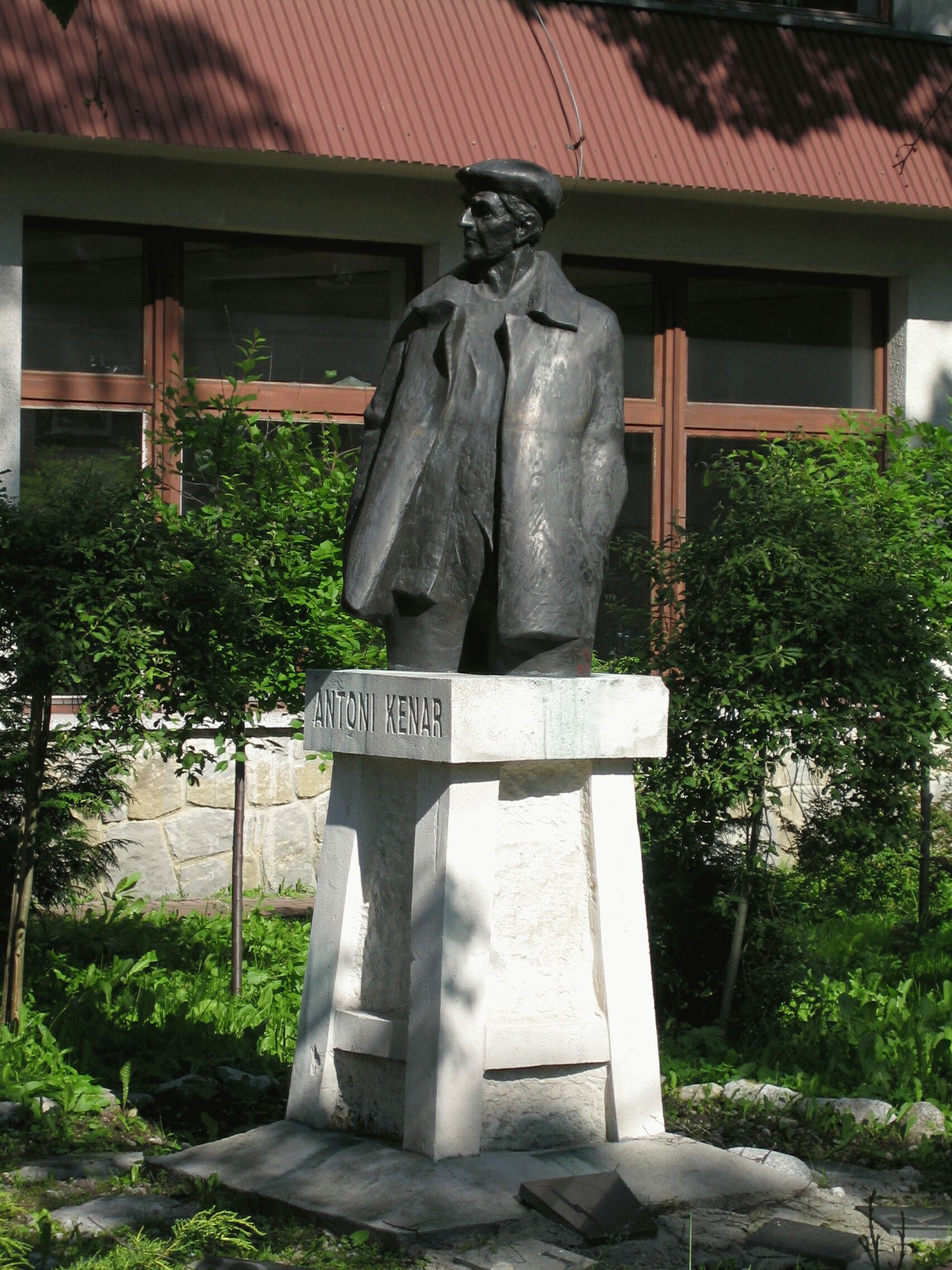
Denkmal in Zakopane

Antoni Kenar (* 23. Oktober 1906 in Iwonicz; † 19. Februar 1959 in Zakopane) war ein polnischer Bildhauer, Pädagoge, Direktor der Staatlichen Schule für Holzhandwerk in Zakopane.
Kenar absolvierte 1925 die Staatliche Schule für Holzhandwerk in Zakopane, deren Direktor der Architekt Karol Stryjeński war. Danach absolvierte er die Bildhauerfakultät der Akademie der Bildenden Künste Warschau. 1938 kehrte er nach Zakopane zurück. Die Kriegsjahre verbrachte er in Warschau. Nach dem Warschauer Aufstand 1944 wurde er als Zwangsarbeiter nach Oberhausen und Essen verschleppt.
1947 wurde er zum Professor an der Staatlichen Schule für Holzhandwerk in Zakopane berufen, wurde 1954 deren Direktor.
Unter seiner Führung wurde die Schule zum Ort, wo die moderne Bildhauerkunst mit der örtlichen Volkskunst der Tatra-Goralen zur originellen Stilrichtung verschmolzen wurde. Die Absolventen gehörten zu den bekannten Künstlern der polnischen Avantgarde: Władysław Hasior, Stanisław Kulon, Antoni Rząsa.
In seinen Werken sind auch Einflüsse von Kubismus und Art déco bemerkbar.
Nach seinem Tod wurde die Schule nach ihm benannt.

## Quelle
- Urszula Kenar: Antoni Kenar 1906–1959. Biblioteka Narodowa, Warszawa 2006, ISBN 83-7009-616-6.

| Personendaten    | Personendaten                     |
| ---------------- | --------------------------------- |
| NAME             | Kenar, Antoni                     |
| KURZBESCHREIBUNG | polnischer Bildhauer und Pädagoge |
| GEBURTSDATUM     | 23. Oktober 1906                  |
| GEBURTSORT       | Iwonicz                           |
| STERBEDATUM      | 19. Februar 1959                  |
| STERBEORT        | Zakopane                          |